# Білл Скенлон
Білл Скенлон (англ. Bill Scanlon; 13 листопада 1956 — 2 червня 2021) — колишній американський тенісист.
Найвищу одиночну позицію світового рейтингу — 9 місце досяг 9 січня 1984, парну — 132 місце — 13 липня 1987 року.
Здобув 7 одиночних та 2 парні титули.
Найвищим досягненням на турнірах Великого шолома був півфінал в одиночному розряді.
Завершив кар'єру 1989 року.

## Фінали за кар'єру

### Одиночний розряд: 14 (6–8)
| Легенда          |
| Великий шлем (0) |
| Grand Prix (5)   |
| WCT (2)          |

| Результат | W/L | Дата     | Турнір                         | Покриття   | Суперник         | Рахунок                 |
| --------- | --- | -------- | ------------------------------ | ---------- | ---------------- | ----------------------- |
| Поразка   | 0–1 | Січ 1977 | Birmingham WCT, Бірмінгем, США | Килим (i)  | Джиммі Коннорс   | 3–6, 3–6                |
| Поразка   | 0–2 | Кві 1977 | Джексон, Міссісіпі, US         | Килим (i)  | Браян Тічер      | 3–6, 3–6                |
| Перемога  | 1–2 | Жов 1978 | Мауї, Гаваї, US                | Тверде     | Пітер Флемінг    | 6–2, 6–0                |
| Перемога  | 2–2 | Жов 1979 | Мауї, Гаваї, US                | Тверде     | Пітер Флемінг    | 6–1, 6–1                |
| Перемога  | 3–2 | Січ 1981 | Окленд, Нова Зеландія          | Тверде     | Тім Вілкінсон    | 6–7, 6–3, 3–6, 7–6, 6–0 |
| Перемога  | 4–2 | Лис 1981 | Бангкок, Таїланд               | Килим (i)  | Матс Віландер    | 6–2, 6–3                |
| Перемога  | 5–2 | Бер 1982 | Zurich WCT, Цюрих, Швейцарія   | Килим (i)  | Вітас Ґерулайтіс | 7–5, 7–6, 1–6, 0–6, 6–4 |
| Поразка   | 5–3 | Жов 1982 | Відень, Австрія                | Тверде (i) | Браян Готтфрід   | 1–6, 4–6, 0–6           |
| Поразка   | 5–4 | Жов 1982 | Paris Indoor, Париж Франція    | Килим (i)  | Войцех Фібак     | 2–6, 2–6, 2–6           |
| Поразка   | 5–5 | Лис 1982 | Chicago-2 WCT, Чикаго, США     | Килим (i)  | Войцех Фібак     | 2–6, 6–2, 3–6, 4–6      |
| Поразка   | 5–6 | Гру 1982 | Hartford WCT, Гартфорд, США    | Килим (i)  | Іван Лендл       | 2–6, 4–6, 5–7           |
| Поразка   | 5–7 | Сер 1983 | Відень, Австрія                | Тверде     | Браян Тічер      | 6–7, 4–6                |
| Перемога  | 6–7 | Лип 1986 | Ньюпорт, США                   | Трава      | Тім Вілкінсон    | 7–5, 6–4                |
| Поразка   | 6–8 | Гру 1986 | Аделаїда, Австралія            | Трава      | Веллі Месур      | 4–6, 6–7(2–7)           |

### Парний розряд: 8 (6–2)
| Результат | Рік  | Турнір                                  | Покриття | Партнер          | Суперники                      | Рахунок       |
| --------- | ---- | --------------------------------------- | -------- | ---------------- | ------------------------------ | ------------- |
| Поразка   | 1977 | Birmingham WCT, Бірмінгем, Алабама, США | Килим    | Біллі Мартін     | Войцех Фібак Том Оккер         | 3–6, 4–6      |
| Поразка   | 1977 | Monterrey WCT, Монтеррей, Мексика       | Килим    | Біллі Мартін     | Росс Кейс Войцех Фібак         | 6–3, 3–6, 4–6 |
| Перемога  | 1977 | Брисбен, Австралія                      | Трава    | Вітас Ґерулайтіс | Мал Андерсон Кен Роузволл      | 7–6, 6–4      |
| Поразка   | 1980 | Роттердам, Нідерланди                   | Килим    | Браян Тічер      | Віджай Амрітрадж Стен Сміт     | 4–6, 3–6      |
| Поразка   | 1980 | Вемблі, Англія                          | Килим    | Еліот Телчер     | Пітер Флемінг Джон Макінрой    | 5–7, 3–6      |
| Поразка   | 1981 | Окленд, Нова Зеландія                   | Тверде   | Тоні Грем        | Ферді Тейган Тім Вілкінсон     | 5–7, 1–6      |
| Перемога  | 1987 | Окленд, Нова Зеландія                   | Трава    | Іван Лендл       | Пітер Дуен Лорі Вордер         | 6–7, 6–3, 6–4 |
| Поразка   | 1988 | Боссонан, Швейцарія                     | Тверде   | Брет Гарнетт     | Уго Нуньєс Браніслав Станкович | 4–6, 6–7      |

## Рекорди
| Турнір           | Рік  | Рекорд               | З ким ділить                     |
| ---------------- | ---- | -------------------- | -------------------------------- |
| Delray Beach WCT | 1983 | Здійснив золотий сет | Стефано Наполітано Юліан Райстер |